# Mesarmadillo giganteus
Mesarmadillo giganteus is een pissebed uit de familie Eubelidae. De wetenschappelijke naam van de soort is voor het eerst geldig gepubliceerd in 1945 door Paulian de Felice.